# Ультрацентрифугирование
Ультрацентрифугирование — метод разделения и исследования высокомолекулярных соединений, вирусов и субклеточных частиц с помощью ультрацентрифуги.

Метод заключается в том, что белки в центрифужной пробирке помещают в ротор ультрацентрифуги. При вращении ротора скорость оседания белков пропорциональна их молекулярной массе: более тяжёлые белки образуют фракции, расположенные ближе ко дну кюветы, более лёгкие — к поверхности.

Идея ультрацентрифугирования была предложена А. В. Думанским в 1913, однако разработка современной теории седиментационного анализа стала возможной только после того, как Т. Сведберг в 1926 сконструировал высокоскоростную ультрацентрифугу.